# 亨里克·默尔高
亨里克·默尔高（丹麥語：Henrik Møllgaard，1985年1月2日—），丹麦男子手球运动员。他曾代表丹麦国家队参加2016年和2020年夏季奥林匹克运动会手球比赛，获得一枚金牌和一枚银牌。